# 橄榄纹曲师鱼
橄榄纹曲师鱼（学名：Qushiaspis elaia）一种已灭绝的盔甲鱼类，发现于中国云南省曲靖市早泥盆世布拉格期（约4.1亿年前）徐家冲组中，也是目前华南鱼目鸭吻鱼科曲师鱼属中唯一的一种，是目前已知的鸭吻鱼科最原始的成员。

## 特征
橄榄纹曲师鱼头甲近叉形，表面具有橄榄状中央小瘤所组成的纹饰；具有发育的角和内角；中背孔呈椭圆形；感觉管系统发育；头甲侧缘光滑、不平行。像大多数盔甲鱼类一样，曲师鱼可能仍底栖生活，在海岸、海洋环境中的沙地或泥泞的基底上移动。